# Gospodarka turystyczna
Gospodarka turystyczna – system współzależności rynkowych pomiędzy przedsiębiorcami i instytucjami, podczas zaspokajania potrzeb turystów
Gospodarkę turystyczną można podzielić na:
- bezpośrednią – obejmuje działalność podmiotów realizujących bezpośrednio zapotrzebowanie zgłaszane przez turystów, m.in. hotelarstwo, gastronomia, turystyczny transport pasażerski, biura podróży, podmioty udostępniające atrakcje turystyczne oraz informację turystyczną;
- pośrednią – aktywność jednostek gospodarczych, które nie tworzą typowych produktów turystycznych, np. przedsiębiorstw bankowych i ubezpieczeniowych, przewoźników pasażerskich, placówek handlowych, operatorów pocztowych i telekomunikacyjnych, a także produkcja m.in. sprzętu fotograficznego, czy odzieży i obuwia do uprawiania turystyki.